# Louth (wieś w Irlandii)
Louth (irl. Lú) – wieś w hrabstwie Louth w Irlandii położone ok. 11 km od Dundalk. Nazwa pochodzi od celtyckiego boga Lugh. Nazwa wsi dała również nazwę całemu hrabstwu. Populacja w 2011 roku wynosiła 715 mieszkańców.